# Station Hesdin
Station Hesdin is een spoorwegstation in de Franse gemeente Hesdin-la-Forêt.